# Szczuroskoczek kalifornijski
Szczuroskoczek kalifornijski (Dipodomys californicus) – gatunek ssaka podrodziny szczuroskoczków (Dipodomyinae) w obrębie rodziny karłomyszowatych (Heteromyidae). 

## Zasięg występowania
Szczuroskoczek kalifornijski występuje w zachodnich Stanach Zjednoczonych zamieszkując w zależności od podgatunku:
- D. californicus californicus – na północ od systemu Sacramento-San Joaquin Estuary w Górach Nadbrzeżnych w północnej Kalifornii do południowego Oregonu i Modoc Plateau do granicy pomiędzy Kalifornią a Nevadą.
- D. californicus eximius – okolice Sutter Buttes w północnej Kalifornii; być może wymarły.
- D. californicus saxatilis – podgórze na wschodnim krańcu Sacramento Valley w północnej Kalifornii.

## Taksonomia
Gatunek po raz pierwszy naukowo opisał w 1890 roku amerykański zoolog Clinton Hart Merriam nadając mu nazwę Dipodomys californicus. Holotyp pochodził z Ukiah, w hrabstwie Mendocino, w Kalifornii, w Stanach Zjednocoznych. 
W oparciu o analizy sekwencji molekularnej D. californicus jest kladem bazalnym i znajduje się poza grupami gatunkowymi heermanni i agilis: wcześniej był zaliczany jako podgatunek D. heermanni. Dowody biochemiczne wyraźnie wsparły dowody kariotypowe na rozróżnienie gatunkowe D. californicus, ale wykazały również, że podobieństwa morfologiczne między nim a D. nitratoides i D. merriami były jedynie zbieżne. Autorzy Illustrated Checklist of the Mammals of the World rozpoznają trzy podgatunki.

### Etymologia
- Dipodomys: gr. δίποδος dipodos „dwunożny”, od δι- di- „podwójnie”, od δις dis „dwa razy”, od δυο duo „dwa”; πους pous, ποδος podos „stopa”; μυς mus, μυός muos „mysz”[12][13].
- californicus: Kalifornia[13].
- eximius: łac. eximius „wybrany, wybitny”, od eximere „zabrać”, od emere „kupić, nabyć”[13].
- saxatilis: łac. saxatilis „bywalec skał”, od saxum, saxi „kamień, skała”[13].

## Morfologia
Długość ciała (bez ogona) 108–123 mm, długość ogona 152–217 mm, długość ucha średnio 15 mm, długość tylnej stopy 39–47 mm; masa ciała 57–85 g. 

## Ekologia
Szczuroskoczek kalifornijski występuje głównie na obszarach trawiastych, chaparralu oraz w luźnych drzewostanach. Okresy nieaktywności spędza w norach wykopanych (samodzielnie bądź przez wiewiórki) pod skałami bądź krzewami. Przemieszcza się korzystając ze ścieżek wydeptanych przez inne zwierzęta oraz z dróg. Rozmnaża się głównie od lutego do września. W ciągu roku może mieć kilka miotów, liczących od 2 do 4 młodych. Żywi się głównie nasionami, zielnymi częściami roślin i owocami (np. roślin z rodzaju mącznica (Arctostaphylos)).